# 约翰·伯恩斯

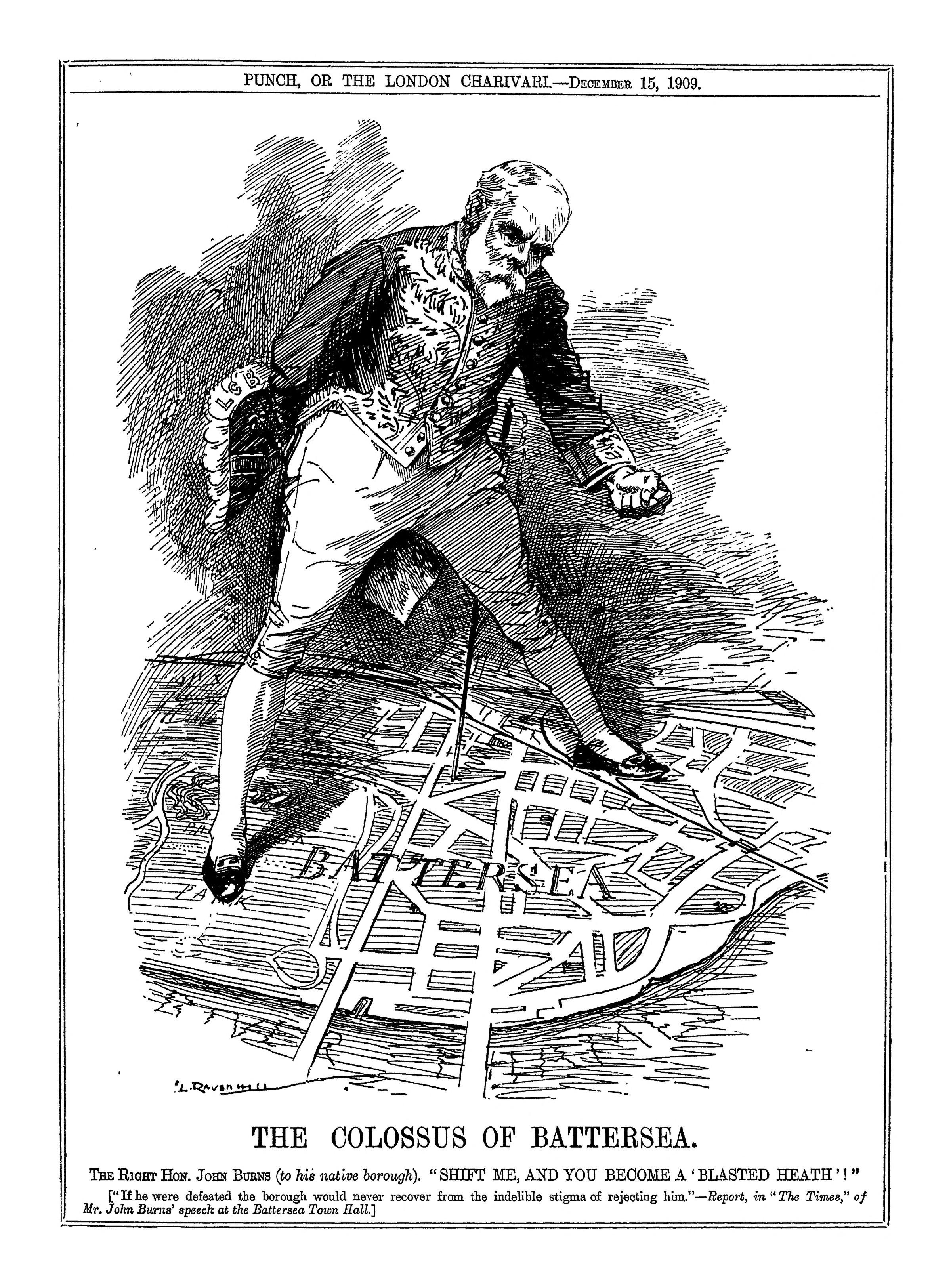
在漫画中伯恩斯被描述为守护巴特西选区的巨人

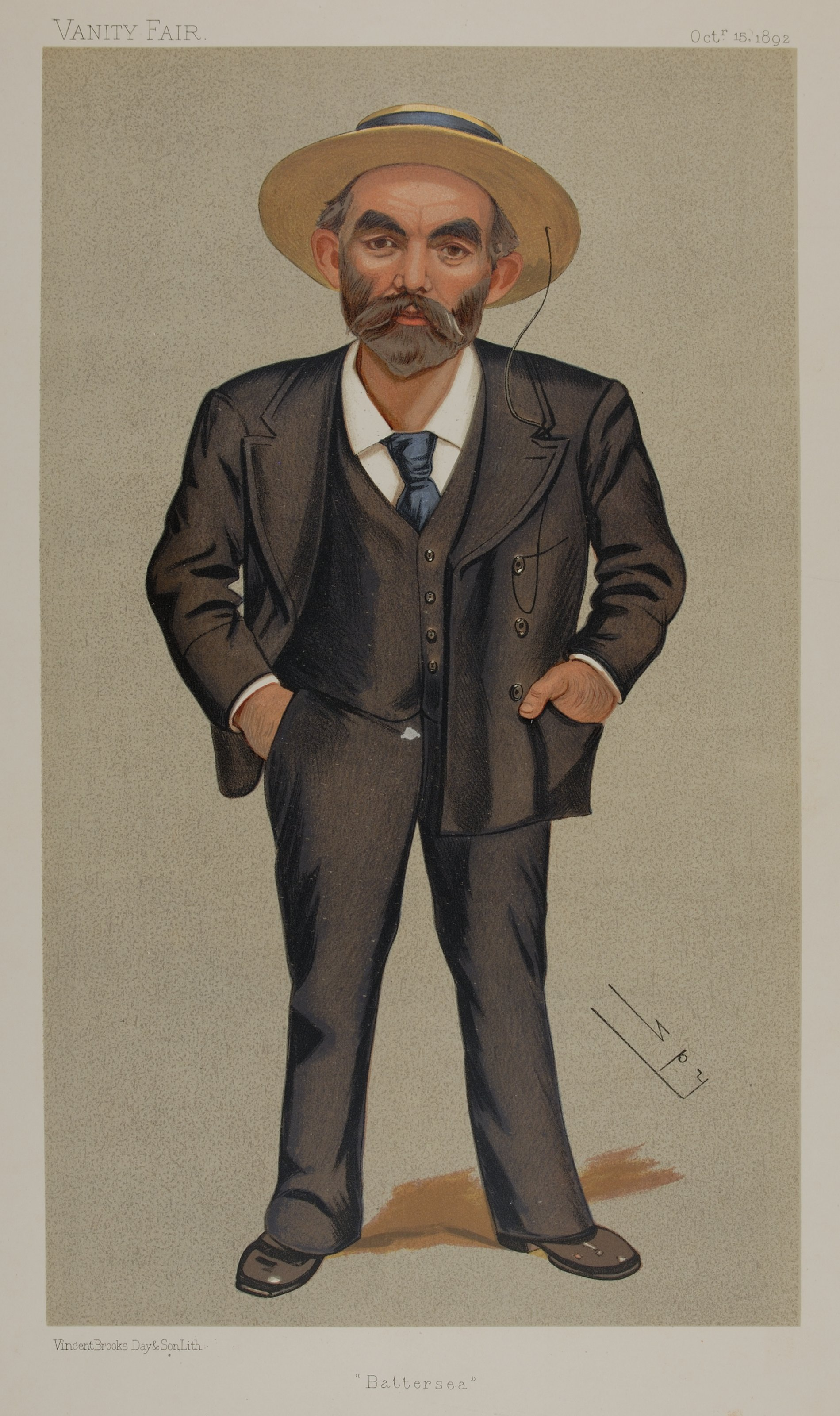
《名利场 (英国杂志)》中约翰·伯恩斯的形象（1892年）

约翰·伯恩斯（英語：John Elliot Burns，1858年10月20日—1943年1月24日），英国工会政治家。他是一名社会主义者、自由党议员以及第一位工人阶层出身的内阁大臣。
码头工人就罢工。

豚鼠饿的时候，

也像那贪婪的梭子鱼。

在码头开放以前，

伯恩斯会为你说话。

勇敢的小伙子们，

他反对酗酒且热衷于板球运动，他从政界隐退后便专注于研究伦敦历史，并创造了“泰晤士河是流动的历史”这一短语。
伯恩斯是一位和平主义者，当阿斯奎斯内阁于1914年8月2日决定参加战争时他旋即辞去政府职务以示抗议，1918年从议会退休后自此未再参与政治。

## 文献来源
- Chisholm, Hugh (编). .  (第11版). London: Cambridge University Press. 1911.
- Knott, G. H. . Henry J. Drane. 1901: Introductory.
- Kenneth D. Brown, "Burns, John Elliott (1858–1943)", Oxford Dictionary of National Biography (Oxford University Press, 2004) online edn, May 2010 accessed 13 Sept 2014  doi:10.1093/ref:odnb/32194